# Robert Popov
Robert Popov (mazedonisch Роберт Попов; * 16. April 1982 in Strumica) ist ein ehemaliger mazedonischer Fußballspieler.
Popov begann seine Karriere beim FK Belasica aus seiner Heimatstadt Strumica. Bis 2000 spielte er dort für dessen Jugendmannschaften und ab 2000 für die Profimannschaft. Zur Saison 2003/2004 wechselte er zum bulgarischen Verein Litex Lowetsch, mit dem er 2004 Pokalsieger wurde. In der Saison 2007/2008 gelang ihm mit Litex Lowetsch die Qualifikation für die erste Runde des UEFA-Pokals, wo man jedoch gegen den Hamburger SV ausschied. Popov erzielte im Rückspiel den Ehrentreffer zum 1:3. Ab der Rückrunde der Saison 2007/2008 spielte Popov für AJ Auxerre. Nachdem er im ersten halben Jahr noch zu einigen Einsätzen gekommen war, absolvierte er in der Saison 2008/2009 unter anderem wegen eines Kreuzbandrisses kein Spiel mehr. Nachdem er eine Saison ohne Verein war, schloss er sich 2011/12 dem Zweitligisten SC Kriens in der Schweiz an. Ab 2012 spielte er für die unterklassigen Vereine FC Wettswil-Bonstetten und den FC Birmensdorf. Dort beendete er 2016 seine aktive Karriere.
Popov gehörte zum Kader der mazedonischen Fußballnationalmannschaft. Er debütierte am 24. Juli 2001 beim Spiel gegen die katarische Fußballnationalmannschaft und hat bis zu seinem letzten Einsatz im Jahre 2009 insgesamt 17 Länderspiele absolviert.